# Utica (Kentucky)
Pour les articles homonymes, voir Utica.
Utica est une census-designated place située dans le comté de Daviess, dans le Commonwealth du Kentucky, aux États-Unis.